# Thomas Gerwin
Thomas Gerwin (* 8. Februar 1955 in Kassel) ist ein deutscher Komponist, Klangkünstler, Kurator und Musikwissenschaftler.

## Werdegang
Gerwin studierte zunächst Gitarre und Flöte in Kassel von 1975 bis 1978, sowie Musikwissenschaft, Linguistik, Philosophie und Kunstgeschichte in Tübingen und Berlin. Er schloss sein Studium mit dem M. A. ab. Danach studierte er Komposition in Darmstadt, Hamburg, Köln, München und Straßburg von 1978 bis 1984.
Nachdem Thomas Gerwin in den Jahren 1984 bis 1987 für das Landestheater Tübingen gearbeitet hatte, absolvierte er den künstlerischen Aufbaustudiengang in Komposition mit Schwerpunkt Elektronische Musik in Stuttgart. Dieses Studium schloss er mit dem Diplom ab.
Zwischen 1975 und 1990 war er als Herausgeber im Bereich Alte Musik, sowie als Lehrbeauftragter in den Fächern experimentelle Musik, Theorie, Gehörbildung und Gitarre tätig.

## Leben
Seit 1998 ist Thomas Gerwin freischaffender Musiker. 1985 war er Gründungsmitglied der medienübergreifenden Künstlergruppe Art Wave Ensemble, die sich 1989 auflöste. In den Jahren 1993 bis 1997 war Gerwin stellvertretender Vorsitzender der Deutschen Gesellschaft für elektroakustische Musik (DEGEM). 1994 gründete er das World Forum for Acoustic Ecology (WFAE). Von 1988 bis 1990 war er Initiator und Leiter der Tübinger RaumKunstTage und anschließend von 1990 bis 1998 Leiter des elektroakustischen Musikarchivs IDEAMA am Zentrum für Kunst und Medientechnologie Karlsruhe. 1996 wurde er zum Leiter des Medienkunst-Studios inter art project berufen. 1998 bis 2000 war er Gründungsmitglied und Vorstandsmitglied des „World Forum for Acoustic Ecology“. 2003 war Thomas Gerwin musikalischer Leiter des Instituts für multisensoriale Kunst (IfmK).
Von 2006 bis 2010 war Gerwin Vorsitzender der Berliner Gesellschaft für Neue Musik. 2006 gründete er das „Institut für multisensoriale Kunst“ und ist seit 2010 Gründer und Leiter der AG tiefKLANG des Berliner Unterwelten e.V.
Thomas Gerwin ist künstlerischer Leiter verschiedener Ensembles wie dem Kammerensemble ad hoc sowie des jährlichen Internationalen Klangkunstfest Berlins.

## Musik
Gerwins Schaffen ist stark von der vielfältigen Auseinandersetzung mit den Mitteln der elektroakustischen Musik geprägt. Seine zahlreichen raumkünstlerischen Werke beziehen Elemente des Theaters, des Tanzes, des Films und der Skulptur mit ein. In seinem Berliner Studio konzipiert er Klang- und Videoinstallationen, inszeniert experimentelle Hörspiele und komponiert Musik für Radio und Konzert. In seiner Konzertreihe „Klangwelten ad hoc“, dem „Internationalen Klangkunstfest Berlin“ in den zahlreichen anderen Veranstaltungen experimentiert er immer wieder mit neuen Konzert- und Rezeptionsformaten. Seine Musik erklang in Asien, Australien, Kanada, Europa und in Nord- und Südamerika. Seine Partituren erscheinen beim Ricordi-Musikverlag.

## Preise (Auswahl)
- Karl-Sczuka-Förderpreis (1999)
- Selection Award des American Composers Forum (1999)
- Artist in Residence im Artspace Sydney (2002)
- Beste ARD-Neuproduktion (Hörspiel des Jahres) 2007 für Raoul Tranchierers Bemerkungen über die Stille (SWR) von Ror Wolf
- ARD-Hörspielpreis 2008 für die Musik zu „Ponderabilien“ (SWR) von Stephan Krass
- Ausgewählt für die offizielle CD der „International Computer Music Conference“ ICMC2010, NYC and Stony Brooks University June 1-5, 2010